# 니토리
니토리는 일본의 가구 제조, 인테리어 용품 유통 기업이다. 1972년 설립해서 가구 제조, 유통 및 생활 잡화, 인테리어 용품 유통사업을 영위하고 있다. 일본 가구, 인테리어 업계 1위로 일본 국내 808 점포, 해외는 대만, 중국, 말레이시아, 싱가포르 등 170 점포가 있다.

## 특징
원재료 조달, 제품 관리, 제조, 물류, 판매 등을 자사에서 직접 통합 관리하는 SPA(제조생산 일괄화) 방식으로 품질을 유지하면서 비용을 절감하고 저렴한 가격을 실현하고 있다. 니토리에서는 자사의 형태를 '제조 물류 IT소매업'이라고 부른다. 
니토리의 모토는 '가격 이상의 가치'이며 TV 광고에서는 '오, 가격 이상, 니토리' (お、ねだん以上。ニトリ)라는 캐치프레이즈가 자주 사용된다. 36년 연속으로 증수 증익을 달성했다. 일본에서는 '일본의 이케아'로 불리고 있다.

## 역사
- 1967년 12월 : 삿포로시에 니토리 아키오가 '니토리 가구 도매 센터 키타(북쪽) 지점' 을 창업
- 1972년 3월 3일 : 자본금 300만엔으로 주식회사 니토리 가구점을 설립 (법인전환)
- 1986년 7월 : 니토리로 사명 변경
- 2007년 5월 12일 : 첫 해외 점포를 대만 가오슝시에 출점
- 2010년 8월 21일 : 지주회사 체제로 전환. 판매부문을 '주식회사 니토리'로, 물류부문을 '주식회사 홈로지스틱스'로 분할하고 사명을 '주식회사 니토리 홀딩스'로 변경

## 점포
홋카이도에서 오키나와까지 일본 전역에 808개의 체인점이 있으며, 해외는 중국 본토 92개, 대만 60개, 말레이시아 10개, 태국 4개, 싱가포르 1개, 홍콩 1개, 베트남 1개, 한국 1개의 점포를 두고 있다 (2024년 1월 8일 시점).
대부분의 점포가 '홈퍼니싱 스토어'로 불리는 업태로, 주로 대형 가구와 인테리어 용품, 잡화, 생활용품 등을 판매하고 있다. 이 외, 몰형의 시설 ’니토리 몰', 잡화·홈 패션에 특화한 소형 점포 '니토리 데코 홈', 도심형 점포 '니토리 EXPRESS'도 전개하고 있다.
일본 내는 이케아 같은 대형 점포를 많이 볼 수 있지만 해외는 쇼핑몰 세입자에 입점하는 형태의 중소형 점포가 대부분이다.

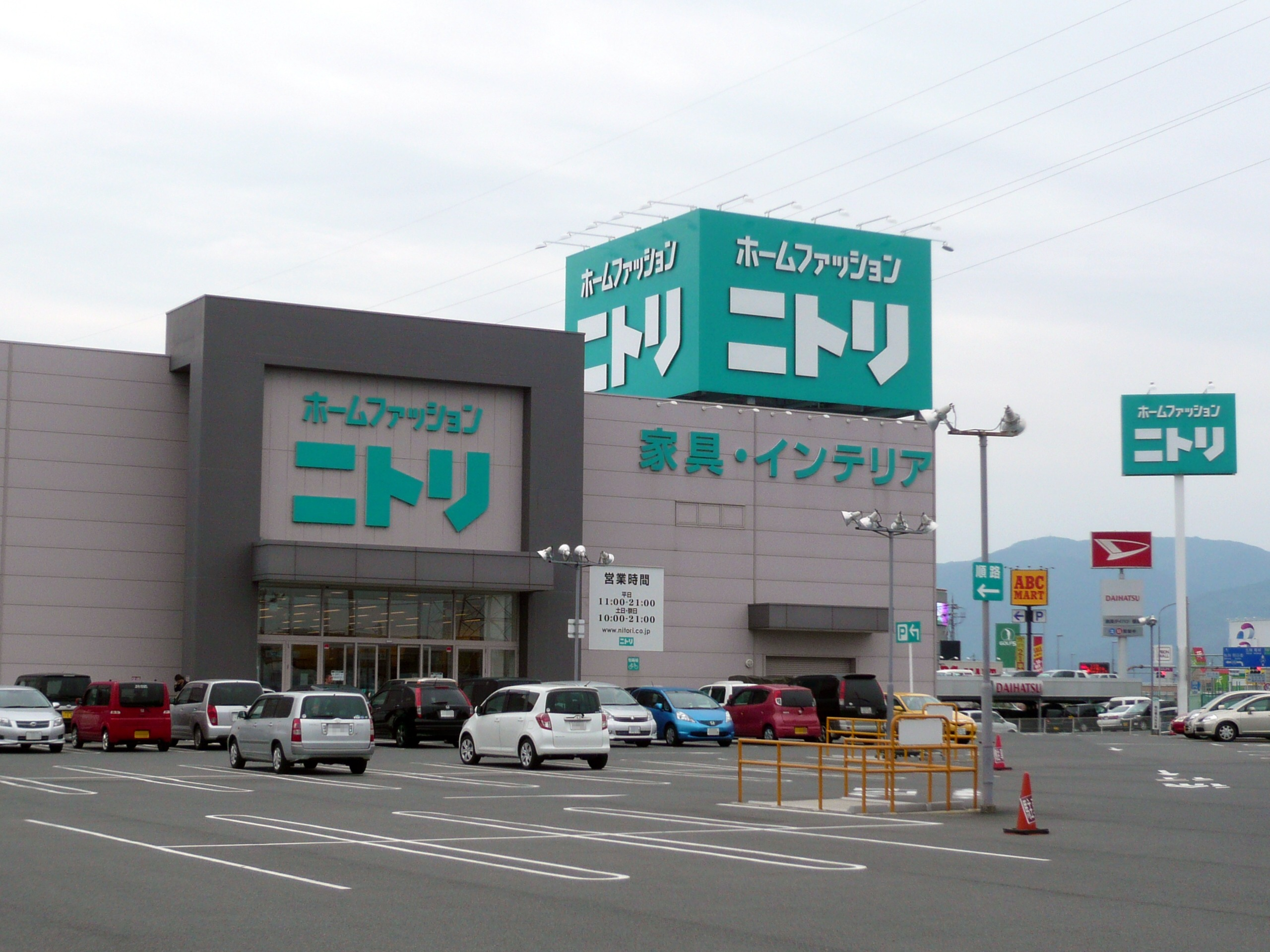
니토리 카시하라점 (나라현 카시하라시)
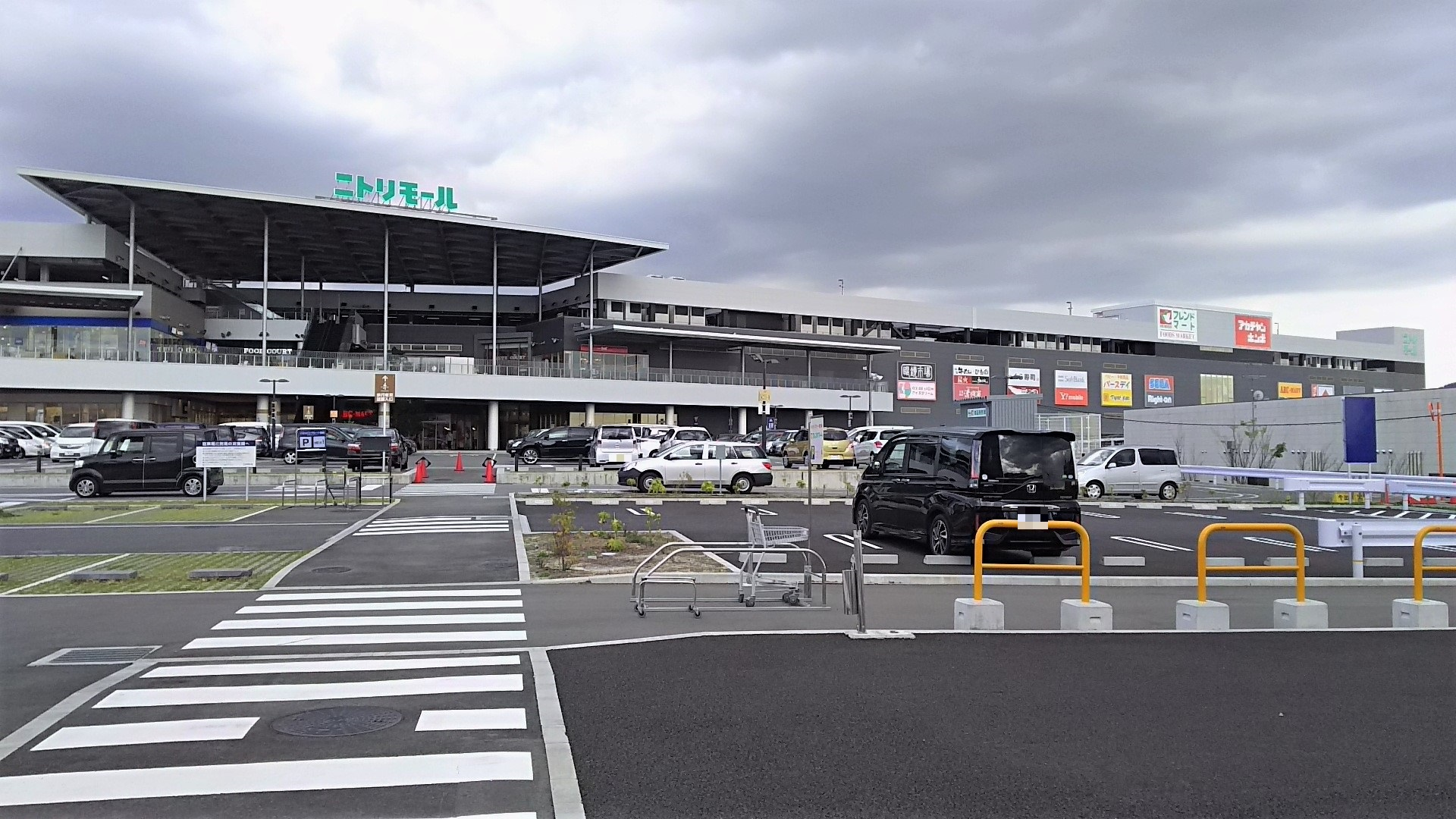
니토리몰 히라카타 (오사카부 히라카타시)
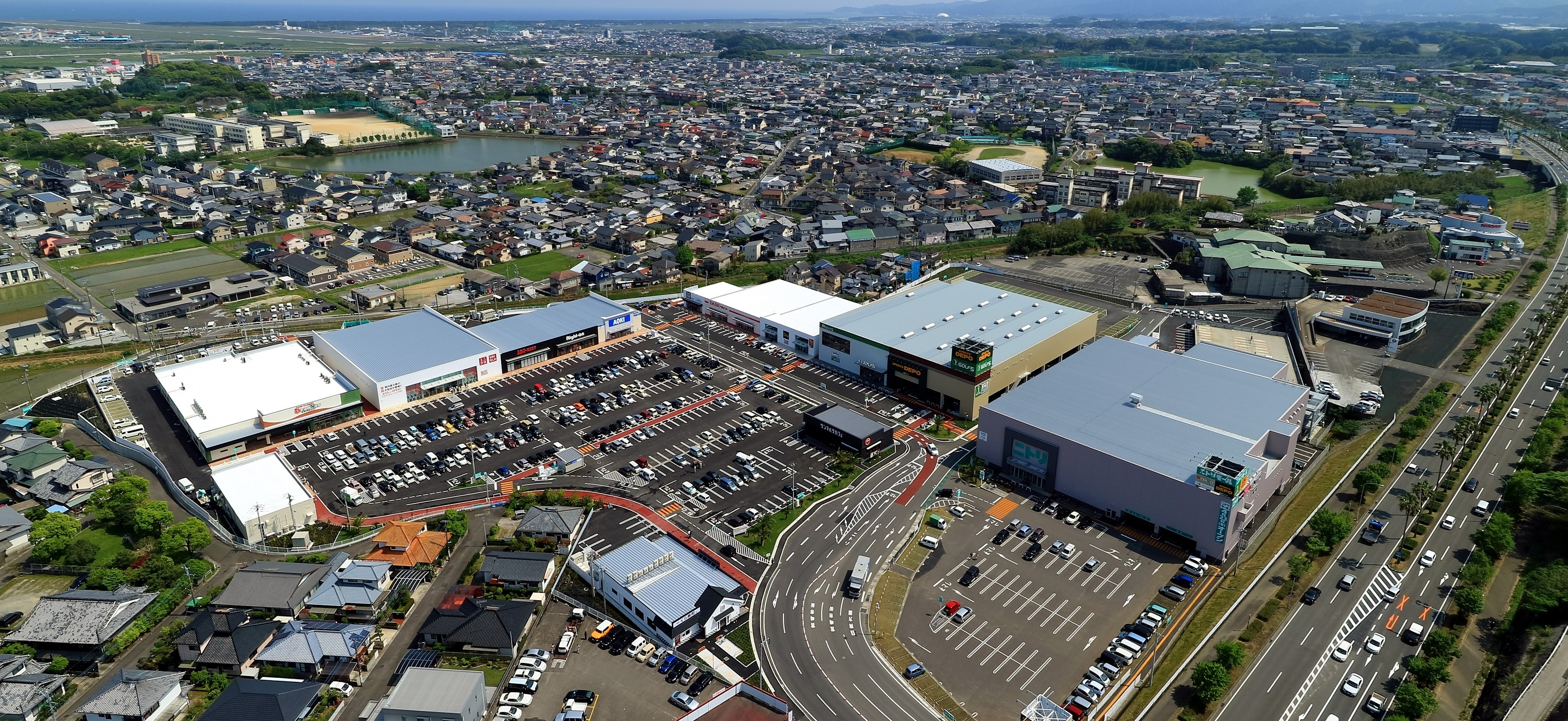
니토리몰 미야자키 (미야자키현 미야자키시)
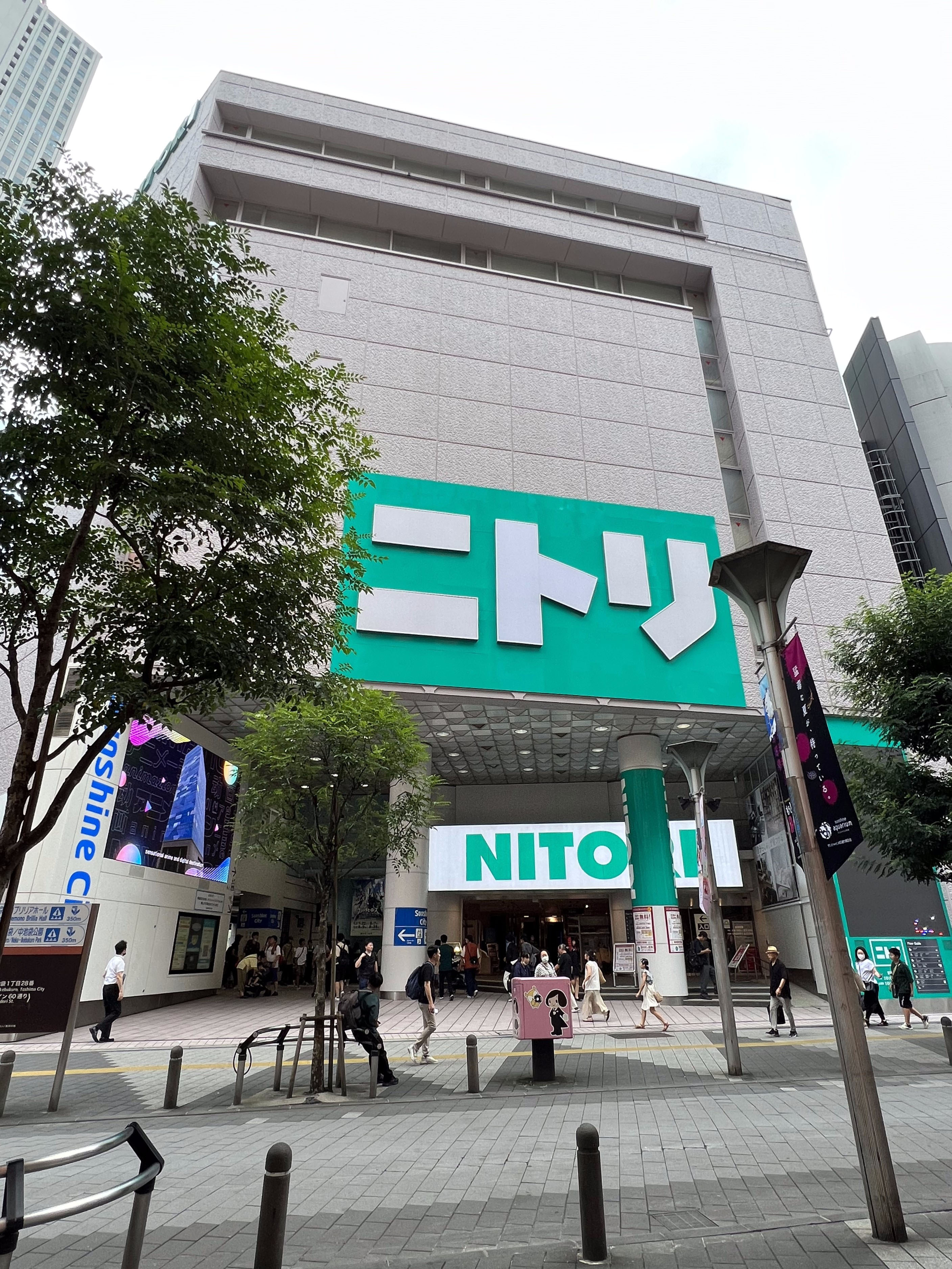
니토리 이케부쿠로 선샤인60거리점 (도쿄도 도시마구)
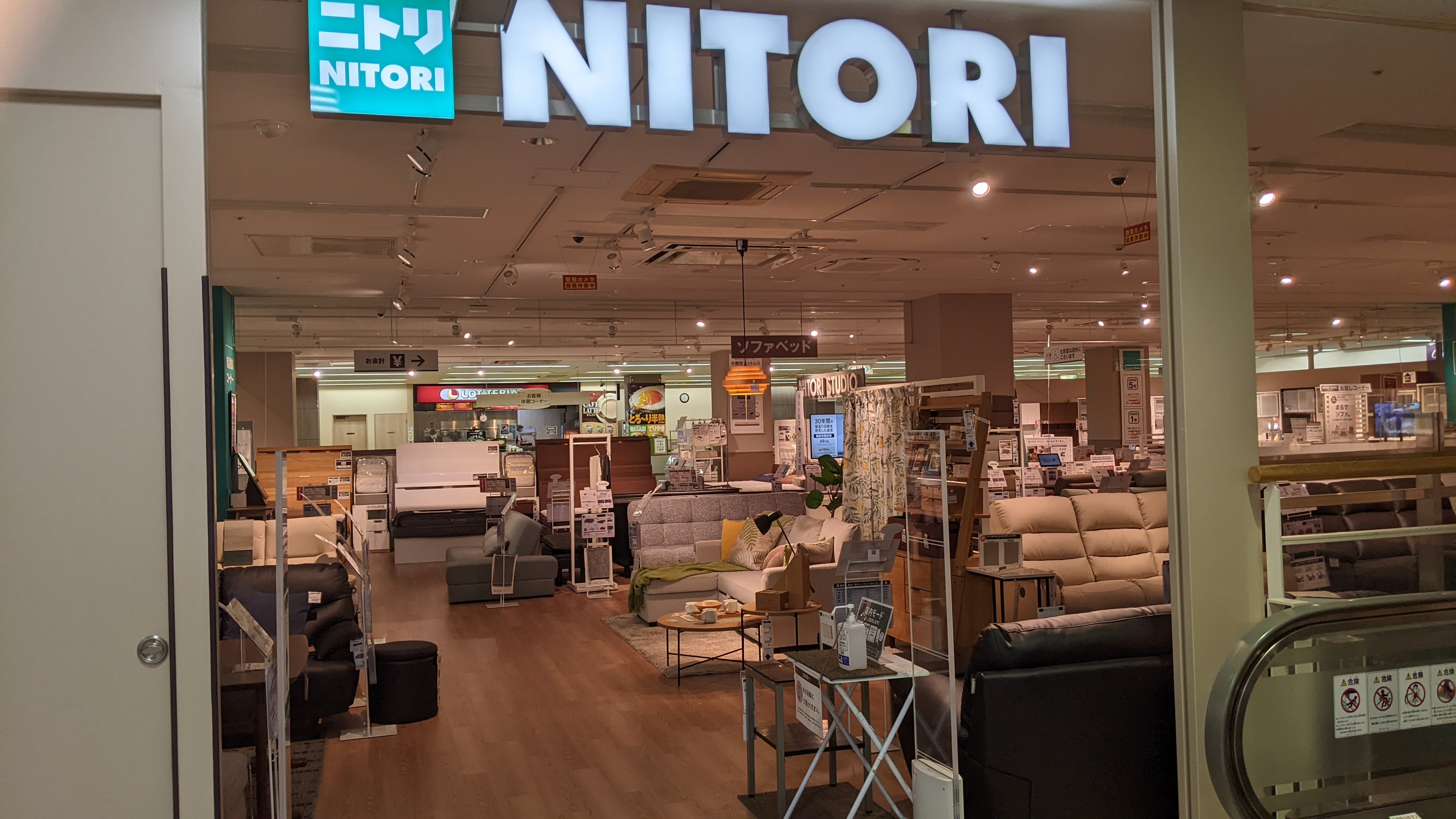
니토리 라이프카도마점 (오사카부 카도마시)
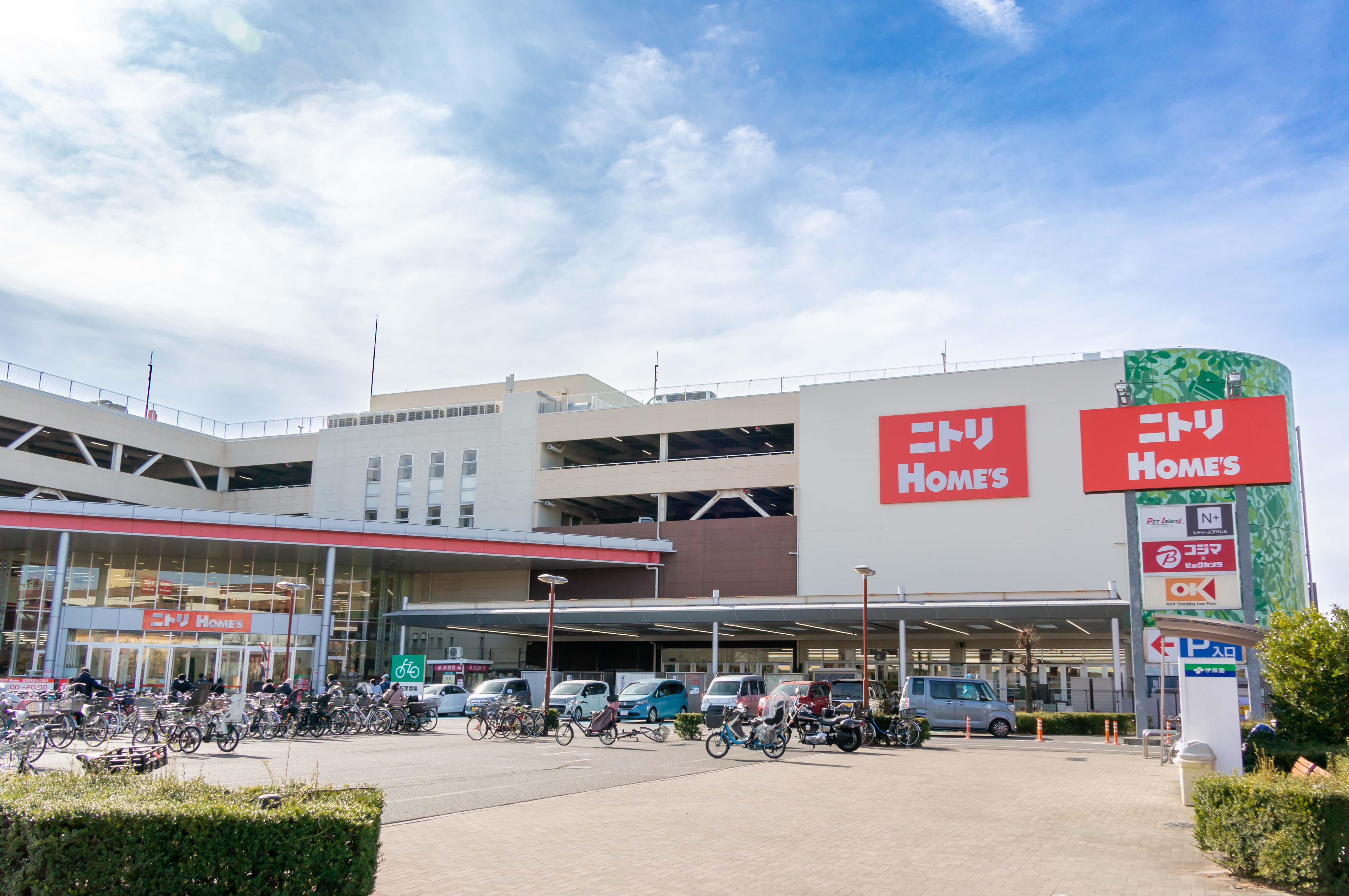
니토리 홈즈 (사이타마현 사이타마시)
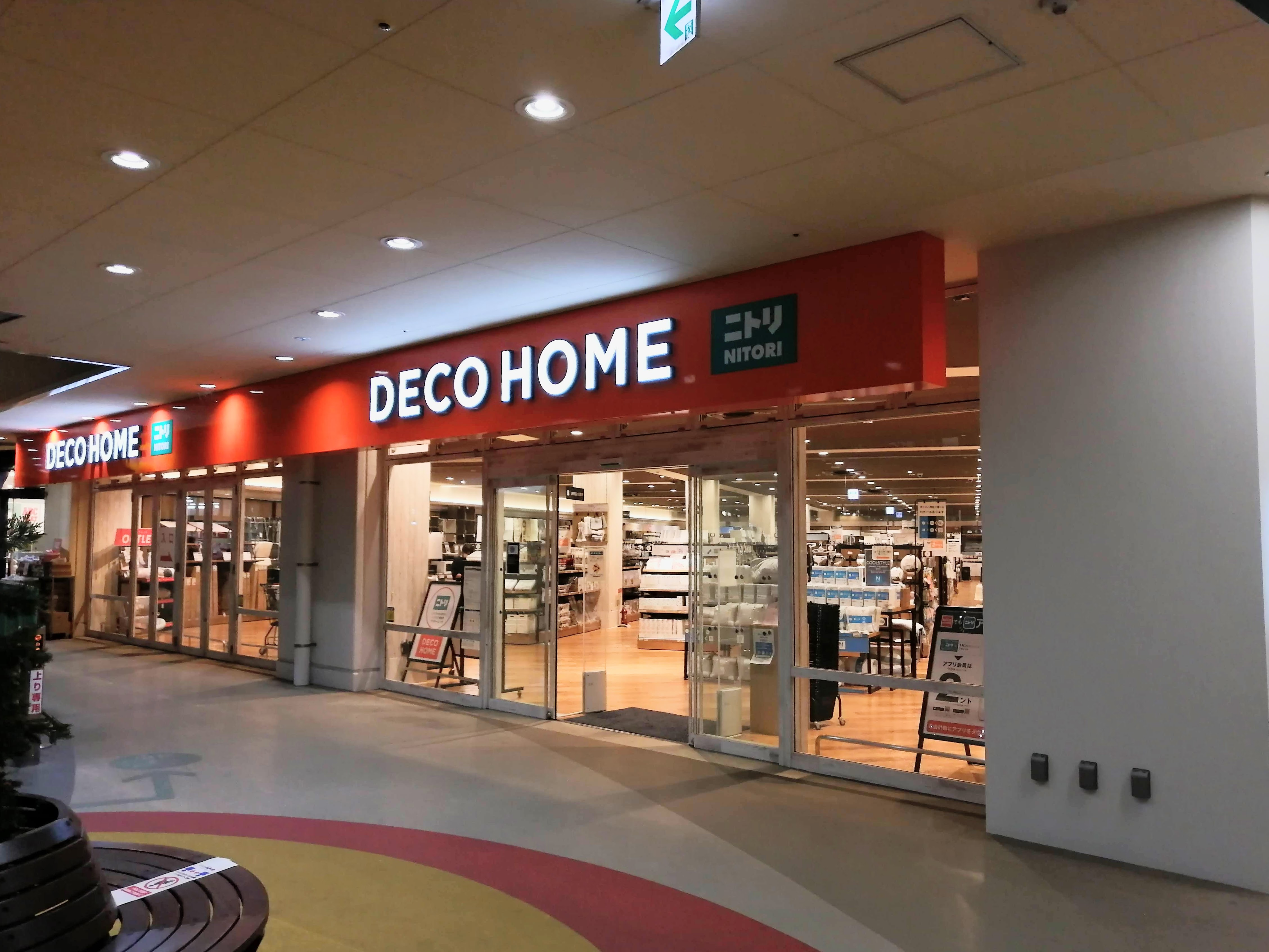
데코홈 차차타운 오구라점 (후쿠오카현 기타큐슈시)
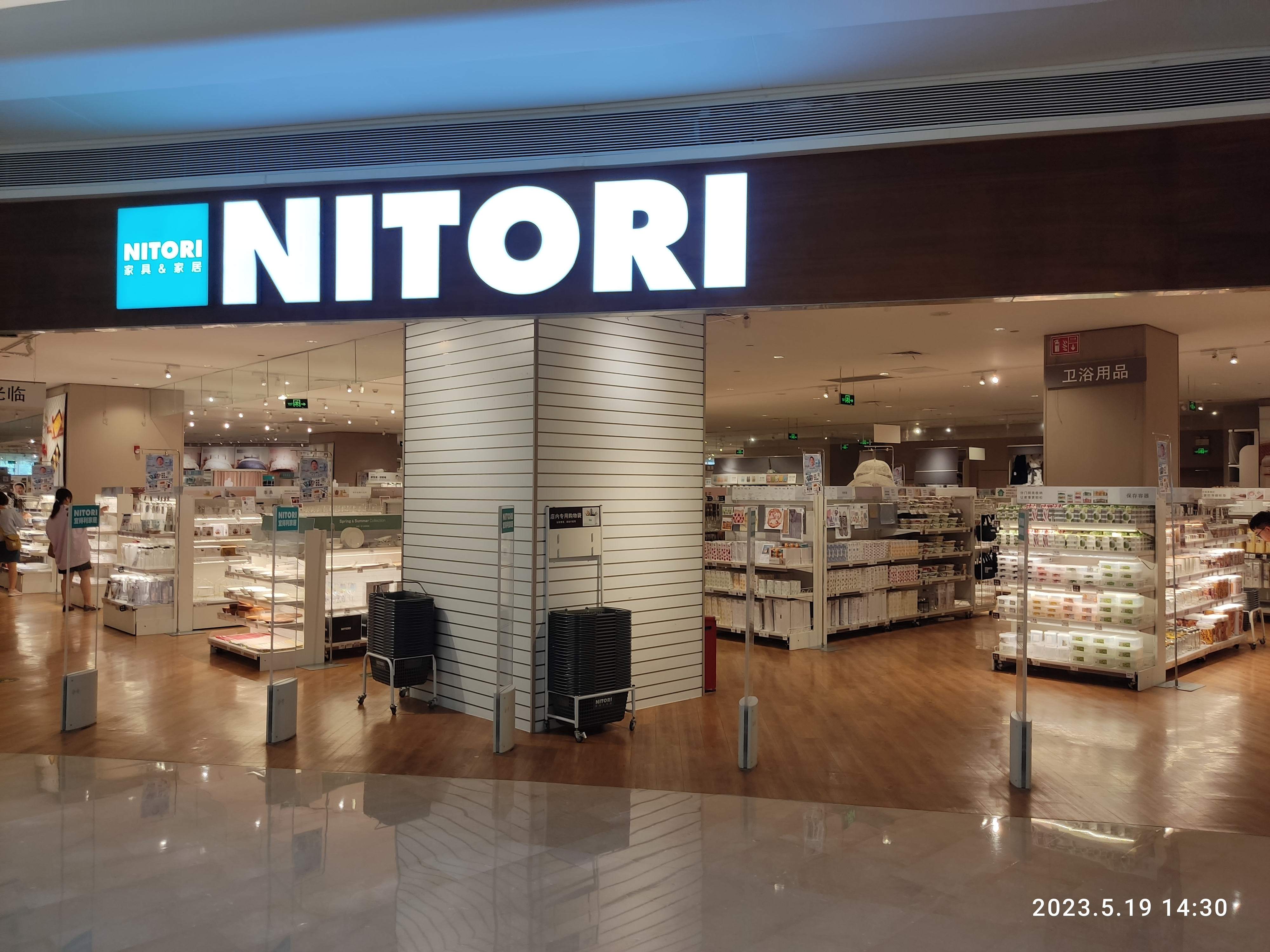
深圳龙华壹方城店 (중국 광둥성 선전시)
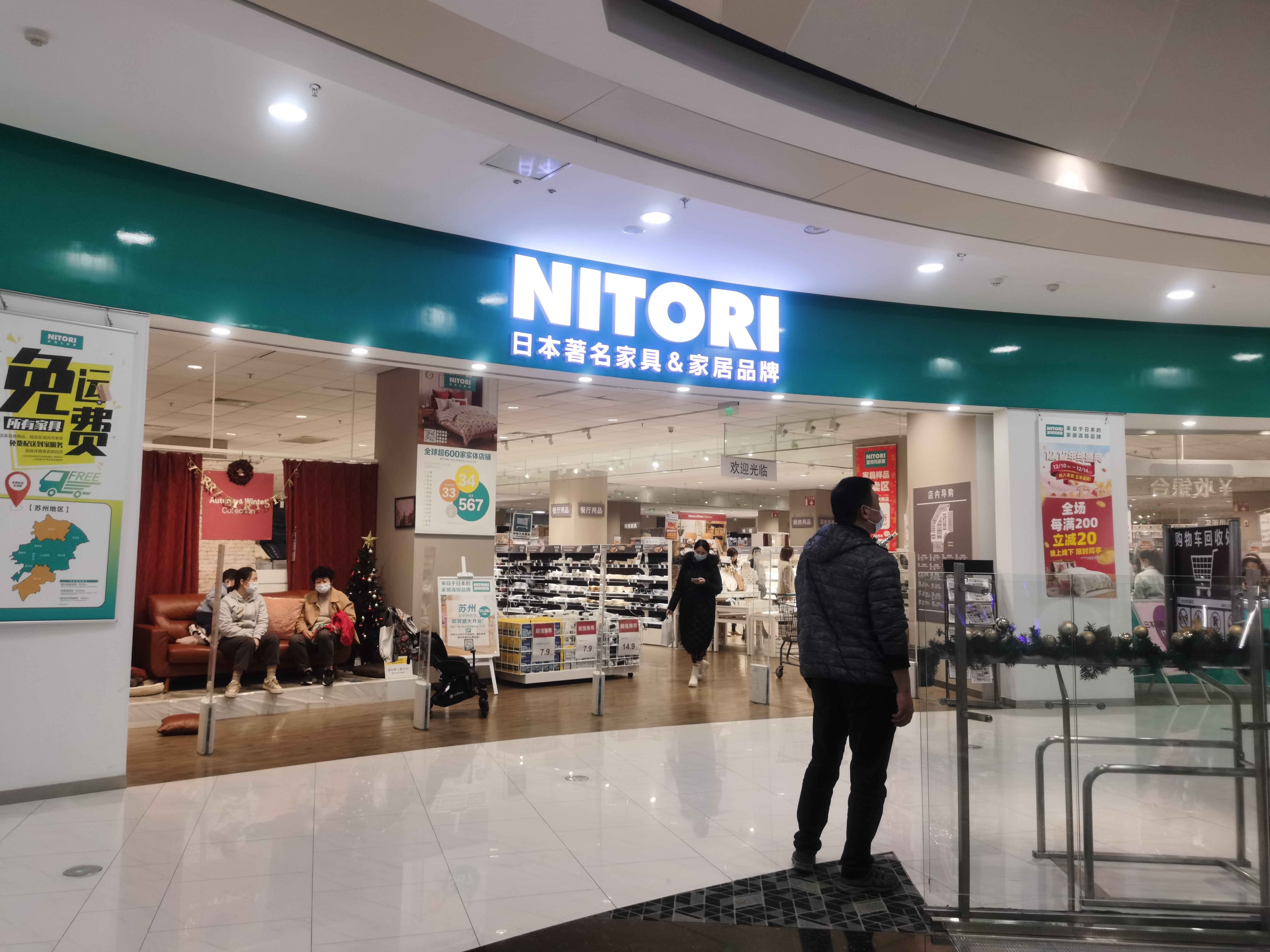
苏州园区永旺店 (중국 장쑤성 쑤저우시)

## 니토리 코리아
니토리는 2023년 11월 23일, 이마트 하월곡점에 1호점을 내고 한국에 진출했다. 2024년 2월 22일, 홈플러스 영등포점에 2호점을 여는 데 이어 3월 홈플러스 가양점, 4월 인천 연수점을 낼 예정이다. 향후, 10년 이내에 한국에 200개 점포 출점을 목표로 하고 있다.